# 九里采女正
九里 采女正（くのり うねめのかみ、生年不詳 - 天文21年（1552年））は、戦国時代の武将、関東管領山内上杉憲政の家臣。

## 略歴
元は近江国守護の六角氏の家臣だったようだが、関東に下向している。恐らく縁戚関係にあった妻鹿田氏を頼ったものと思われる。
天文20年（1551年）敵対していた北条氏康が上野国に侵攻するとこれに抗戦するが、翌年憲政は平井城を脱して越後国へ逃れる。しかし憲政の嫡子龍若丸は御嶽城へ残され、自身も留まった。間もなく子の与右衛門や龍若丸の乳母、その夫で采女正の甥にあたる妻鹿田新助の一族らとともに龍若丸の身柄を氏康に差し出したが、龍若丸は殺され、降人らもこの返り忠を許されず誅されたという。